# Zeickhorn
Zeickhorn ist ein Gemeindeteil von Grub am Forst im oberfränkischen Landkreis Coburg.

## Geographie
Das Dorf liegt südlich des Füllbaches, der alten Nordgrenze des Banzer Waldes. Durch den Ort verläuft eine nord-südlich orientierte Urstraße des Coburger Landes, die wohl Teil einer Thüringer Altstraße war. Östlich von Zeickhorn liegt die Bundesautobahn 73, südlich die Bundesstraße 303 und nördlich die Bahnstrecke Eisenach–Lichtenfels.

## Geschichte
Die erste urkundliche Erwähnung Zeickhorns war im 9. Jahrhundert als „cicurni“. 1327 hieß der Ort „Zeukurn“.
1353 kam Zeickhorn mit dem Coburger Land im Erbgang zu den Wettinern und war somit ab 1485 Teil des Kurfürstentums Sachsen, aus dem später das Herzogtum Sachsen-Coburg hervorging. Gemäß Erbbuch von 1514 gehörte das Dorf mit zehn Gütern, einer Mühle, einer Sölde, zwei Weinbergen und drei Äckern dem Kloster Sonnefeld.
Nach dem Tod von Herzog Albrecht im Jahr 1699 gehörte Zeickhorn als Teil des Amtes Sonnefeld im Jahr 1705 zu Sachsen-Hildburghausen. 1826 gelangte das Amt Sonnefeld gemäß dem Teilungsvertrag zu Hildburghausen wieder zu Sachsen-Coburg. Zeickhorn gehörte bis 1840 zum Großgarnstadter Kirchsprengel. Seitdem ist es Filialgemeinde von Grub am Forst.
1878 gründete B. Alex in Zeickhorn eine Gastwirtschaft und die Brauerei zum Lamm. 1896 kaufte August Angermüller den Betrieb, der anfangs als Brauerei A. Angermüller und von 1938 bis 1946 als Brauerei Zeickhorn Bier produzierte. Die Gastwirtschaft existierte in folgenden Jahrzehnten weiter.
In einer Volksbefragung am 30. November 1919 stimmte kein Zeickhorner Bürger für den Beitritt des Freistaates Coburg zum thüringischen Staat und 74 dagegen. Somit gehörte ab dem 1. Juli 1920 Zeickhorn zum Freistaat Bayern.
Am 1. Januar 1971 wurde Zeickhorn mit dem Ortsteil Buscheller nach Grub am Forst eingemeindet.

## Einwohnerentwicklung
| Jahr | Einwohnerzahl |
| ---- | ------------- |
| 1910 | 154           |
| 1933 | 144           |
| 1939 | 137           |
| 1950 | 224           |
| 1970 | 122           |
| 2013 | 120           |

## Baudenkmäler
→ Liste der Baudenkmäler in Zeickhorn